# Tutanga
Tutanga é uma ilha do atol de Funafuti, de Tuvalu.